# Бернард Б. Джекобс
«Берна́рд Б. Дже́кобс» (англ. The Bernard B. Jacobs Theatre) — бродвейский театр, расположенный в западной части 45-й улицы в Театральном квартале Манхэттена, Нью-Йорк, США. Принадлежит компании «The Shubert Organization».

## История
Театр «Королевский» (англ. Royale Theatre), построенный по проекту архитектора Герберта Краппа, открылся 11 января 1927 года мюзиклом «Пигги». В 1932—1937 гг. театр был в аренде у продюсера Джона Голдена и до 1940 года носил его имя (англ. John Golden Theatre). Затем он снова назывался «Королевским». Нынешнее название театр получил 9 мая 2005 года в честь одного из президентов театральной компании «The Shubert Organization».

## Основные постановки
- 1928: «Алмаз Лил»
- 1933: «Оба твои дома»
- 1934: «Маленькое чудо»
- 1958: «Жижи»
- 1964: «Если бы не розы»
- 1933: «Иосиф и его удивительный разноцветный плащ снов»
- 1989: «Одолжите тенора!»
- 1997: «Триумф любви»
- 2000: «Копенгаген»
- 2006: «Три дня дождя»
- 2012: «Однажды»
- 2014: «Всего лишь игра»
- 2015: «Пурпурный цвет» ( возрождённая)
- 2018: «Паромщик»